# Annakapelle (Rommersdorf)

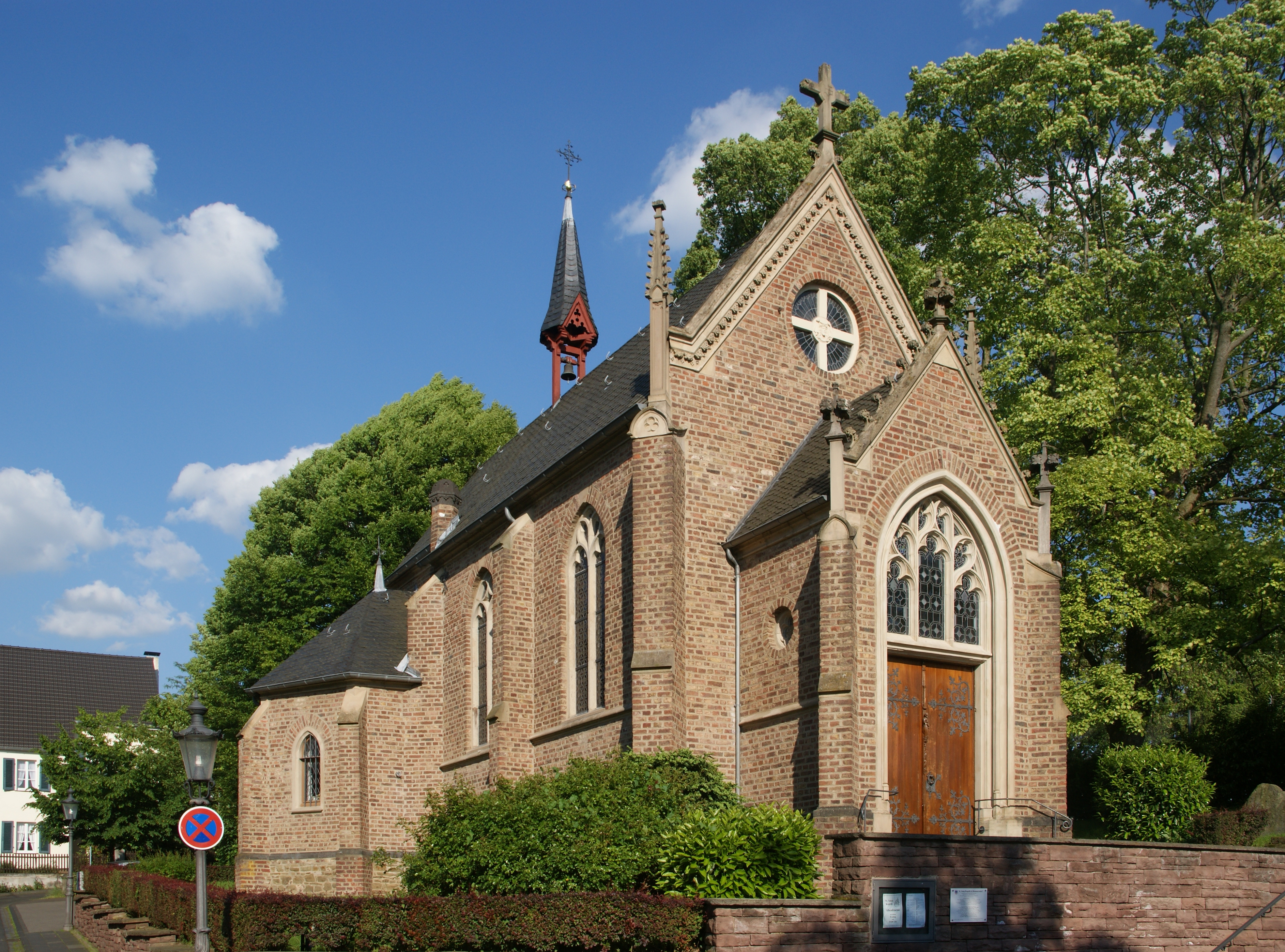
Die Rommersdorfer Annakapelle (2009)

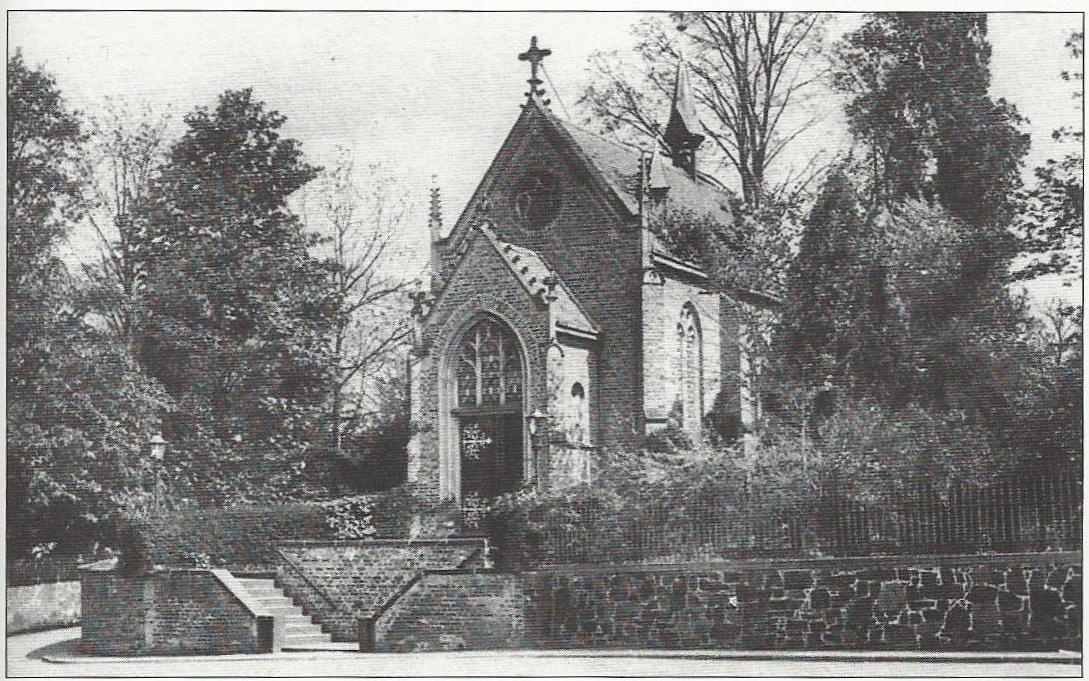
Annakapelle (1910)

Die katholische Annakapelle (auch „Anna-Dom“ genannt) in Rommersdorf, einem Ortsteil der Stadt Bad Honnef im nordrhein-westfälischen Rhein-Sieg-Kreis, wurde 1868/69 errichtet. Sie gilt als ein Wahrzeichen von Rommersdorf und steht als Baudenkmal unter Denkmalschutz.

## Lage
Die Kapelle liegt an der Ecke Rommersdorfer Straße/Spießgasse (Adresse: Rommersdorfer Straße 84) am südwestlichen Eingang von Rommersdorf, gegenüber der Einmündung des Frankenwegs.

## Geschichte
Die Annakapelle entstand nach einem Entwurf des Kölner Architekten August Carl Lange, der vor allem für seine neugotischen Werke bekannt ist. Sie wurde als Stiftung der Baronesse Odilia Carolina von Bongart (* 1809) erbaut, die sie als Hauskapelle für ihre Mutter vorsah. Von Bongart war Eigentümerin des unweit gelegenen Feuerschlößchens, in dessen Park sich ein der hl. Anna geweihter Bildstock befand. Als Wohnung für den Rektoren der Kapelle diente das Wohnhaus Spießgasse 9. Dort wohnte gegen Ende des Zweiten Weltkriegs Joseph Frings, Erzbischof von Köln (1942–1969), in Folge der kriegsbedingten Zerstörung seiner Kölner Unterkunft und nahm in der Kapelle an der Heiligen Messe teil. 1948/49 diente die Annakapelle als Garnisonkirche für die seinerzeit in der Stadt stationierten belgischen Besatzungstruppen.
Die letzte Restaurierung der Kapelle erfolgte von 1990 bis 1993. Seitdem wird dort zur Weihnachtszeit regelmäßig eine „Wurzelkrippe“ eingerichtet. Die Eintragung der Kapelle in die Denkmalliste der Stadt Bad Honnef erfolgte am 23. Dezember 1991.

## Architektur
Die Annakapelle ist in neugotischen Formen gehalten. Sie verfügt über eine Vorhalle, die von Fialen bekrönt ist, sowie über große Maßwerk- und Mosaikfenster. Das Kirchenschiff ist erhöht, der Chor ist gewölbt und enthält einen Schnitzaltar. Die Sakristei liegt zur linken Seite des Eingangs, zur rechten befindet sich ein Betraum mit dem Familienwappen der Stifterin.
Die Kirchenpatronin, die heilige Mutter Anna, findet sich mit ihrer Tochter Maria als Statue in der Kapelle wieder. Die Chorfenster, zum Teil durch Schäden im Zweiten Weltkrieg zerstört, wurden 1922 vom belgischen Maler Fritz Roderburg gefertigt und lassen sich dem Expressionismus zurechnen. Die ursprünglich neugotische Inneneinrichtung der Kapelle wurde zunächst in den 1960er Jahren entfernt, bevor zumindest die Kommunionbank in späteren Jahren wiederhergestellt wurde. Im ursprünglichen Zustand erhalten ist auch eine Tabernakeltür mit der Darstellung eines seine Jungen ernährenden und damit Christus symbolisierenden Pelikans. Sie dient als Wandschmuck und ist an der linken Sakristeiseite angebracht. Über eine eigene Orgel verfügt die Kapelle seit 1996.